# Врх-при-Любну
Врх-при-Любну (словен. Vrh pri Ljubnu) — поселення в общині Ново Место, регіон Південно-Східна Словенія, Словенія. Висота над рівнем моря: 211,2 м.